# 新桜ヶ丘インターチェンジ
新桜ヶ丘インターチェンジ（しんさくらがおかインターチェンジ）は、神奈川県横浜市保土ケ谷区今井町（一部同市旭区市沢町）にある保土ヶ谷バイパスのインターチェンジである。

## 道路
- 保土ヶ谷バイパス

## 接続している道路
- 環状2号線

## 歴史
- 2001年（平成13年）3月30日：東名方面のみの暫定供用開始[1]。
- 2002年（平成14年）4月30日：全面供用開始。

## 周辺
- 北側（新横浜方面） 
  - 新桜ヶ丘団地
  - 左近山団地
- 南側（東戸塚方面）
  - 神奈川県立商工高等学校
  - 横浜カントリークラブ

## 隣
保土ヶ谷バイパス
新保土ヶ谷IC - 新桜ヶ丘IC - 南本宿IC